# NBA Pacific Division
La Pacific Division è una Division della Western Conference del campionato NBA. Le altre Division della Western Conference sono: la Northwest Division e la Southwest Division.
La prima classificata di ogni Division partecipa agli NBA Playoffs, insieme alle altre vincitrici di division più le restanti cinque squadre con il miglior record (vittorie/sconfitte) di ciascuna Conference.

## Squadre
Fanno parte della Pacific Division le seguenti cinque squadre:
- L.A. Lakers
- L.A. Clippers
- G.S. Warriors
- Phoenix Suns
- Sacramento Kings

Hanno fatto in precedenza parte della Pacific Division:
- San Diego Rockets
- Houston Rockets
- Portland T. Blazers
- Seattle S.Sonics

## Albo d'oro della Pacific Division
Nota: in grassetto sono indicate le squadre campioni NBA.

## Vittorie per franchigia
| * | Indica la squadra che ha lasciato la divisione |

| Squadra              | Titoli | Stagioni vinte |
| -------------------- | ------ | --- |
| L.A. Lakers          | 25     | 1970-71, 1971-72, 1972-73, 1973-74, 1976-77, 1979-80, 1981-82, 1982-83, 1983-84, 1984-85, 1985-86, 1986-87, 1987-88, 1988-89, 1989-90, 1999-00, 2000-01, 2003-04, 2007-08, 2008-09, 2009-10, 2010-11, 2011-12, 2019-20, 2024-25 |
| Phoenix Suns         | 8      | 1980-81, 1992-93, 1994-95, 2004-05, 2005-06, 2006-07, 2020-21, 2021-22 |
| G.S. Warriors        | 7      | 1974-75, 1975-76, 2014-15, 2015-16, 2016-17, 2017-18, 2018-19 |
| Seattle S.Sonics*    | 5      | 1978-79, 1993-94, 1995-96, 1996-97, 1997-98 |
| Portland T. Blazers* | 4      | 1977-78, 1990-91, 1991-92, 1998-99 |
| Sacramento Kings     | 3      | 2001-02, 2002-03, 2022-23 |
| L.A. Clippers        | 3      | 2012-13, 2013-14, 2023-24 |

 Aggiornato al 13 Novembre 2024.